# 사모스현
사모스현은 그리스의 사모스 섬, 이카리아 섬과 푸르니 코르세온의 여러 작은 섬으로 이루어진 현이다. 중심 도시이자 주요 승선 항구는 바티(혹은 '사모스'로도 불린다)이며, 사모스 섬의 다른 항구로는 섬에서 두 번째로 인구가 많은 카를로바시와 더불어, 고대부터 사모스 섬의 도읍이 있던 피타고리온(20년대 중반까지는 '티가니'로 불렸으며 유네스코 세계문화유산으로 지정되었다)이 있다.